# Municipio de Fairview (condado de Livingston)
El municipio de Fairview (en inglés: Fairview Township) es un municipio ubicado en el condado de Livingston en el estado estadounidense de Misuri. En el año 2010 tenía una población de 410 habitantes y una densidad poblacional de 3,38 personas por km².

## Geografía
El municipio de Fairview se encuentra ubicado en las coordenadas 39°40′21″N 93°28′56″O / 39.67250, -93.48222. Según la Oficina del Censo de los Estados Unidos, el municipio tiene una superficie total de 121.18 km², de la cual 119,21 km² corresponden a tierra firme y (1,62 %) 1,97 km² es agua.

## Demografía
Según el censo de 2010, había 410 personas residiendo en el municipio de Fairview. La densidad de población era de 3,38 hab./km². De los 410 habitantes, el municipio de Fairview estaba compuesto por el 98,29 % blancos, el 0,24 % eran amerindios, el 0,49 % eran isleños del Pacífico, el 0,24 % eran de otras razas y el 0,73 % eran de una mezcla de razas. Del total de la población el 0,73 % eran hispanos o latinos de cualquier raza.